# カメルーンの州
カメルーンの州（フランス語: Région レジオン、英語: Region リージョン）は、同国における最上級の行政区画である。日本語では地域、地方とも訳される。1983年以降の総数は10州。1961年から1972年までは連邦州（仏語: Région administrative、英語: 英: Administrative Region）、1972年から2008年までは州（仏/英: Province、プロヴァンス（仏語） / プロヴィンス（英語））と呼称された。
州の下は58つの県（仏語: Département、英語: Divison）、360つの基礎自治体または郡（Commune / Arrondissement、英語: Subdivision）、集落（Village）の順に細分化されている（数字は2017年の年末時点の総数）。
州境は植民地時代の境界を基にしており、10州のうち北西州と南西州の2州は旧イギリス領カメルーンの一部（南カメルーン）、他の8州は旧フランス領カメルーンであった。元々はどちらもドイツ保護領カメルーンの一部であったが、第一次世界大戦後の1919年に分割された。1960年代のアフリカの年に両者は独立・合邦し連邦国家となったが、宗主国による文化の違いや経済的・政治的格差により両者の対立は深まった。1972年に連邦制は廃止され、単一国家に移行した。問題は未だに収束しておらず、旧イギリス領地域では1990年代より独立運動が過熱し南カメルーン連邦共和国として独立を宣言するに至った。中央政府によって独立運動は抑えられているものの、2010年代後半からは再燃しており予断を許さない状況にある。一部ではかつてのように自治権の付与や連邦制への移行といった声もある。

## 一覧

カメルーンの州

|     | 州名       | フランス語   | 英語      | 州都         | 人口 (2019年) | 面積 (km2) |
| --- | ---------- | ------------ | --------- | ------------ | ------------- | ---------- |
| 1.  | アダマワ州 | Adamaoua     | Adamawa   | ヌガウンデレ | 1,344,414     | 63,701     |
| 2.  | 中央州     | Centre       | Central   | ヤウンデ     | 4,670,310     | 68,953     |
| 3.  | 東部州     | Est          | East      | ベルトゥア   | 855,745       | 109,002    |
| 4.  | 極北州     | Extrême-Nord | Far North | マルア       | 4,384,648     | 34,263     |
| 5.  | リトラル州 | Littoral     | Littoral  | ドゥアラ     | 3,725,173     | 20,248     |
| 6.  | 北部州     | Nord         | North     | ガルア       | 2,666,718     | 66,090     |
| 7.  | 北西州     | Nord-Ouest   | Northwest | バメンダ     | 2,133,565     | 17,300     |
| 8.  | 南部州     | Sud          | South     | エボロワ     | 778,145       | 47,191     |
| 9.  | 南西州     | Sud-Ouest    | Southwest | ブエア       | 1,732,819     | 25,410     |
| 10. | 西部州     | Ouest        | West      | バフーサム   | 1,732,819     | 13,892     |

## 歴史

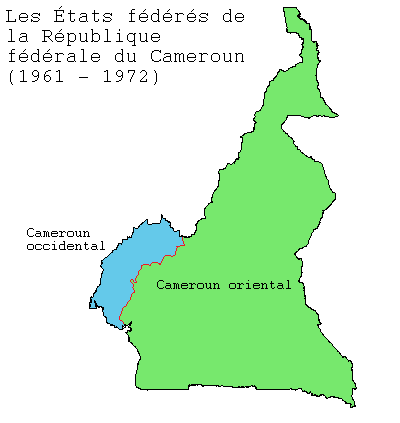
連邦州の地図（1961年 - 1972年 仏語）

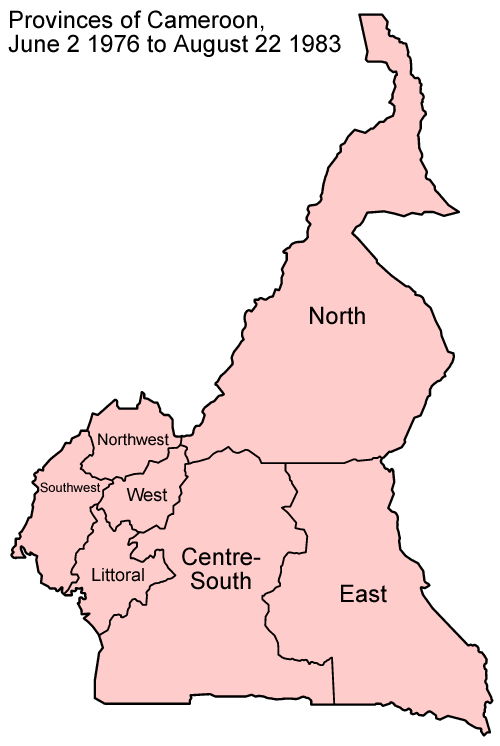
州の地図（1972年 - 1983年 英語）

1960年1月1日、フランス領カメルーンが独立しカメルーン共和国が成立した。1961年10月1日、イギリス領カメルーンの分割に伴い植民地南部（南カメルーン）がカメルーン共和国に合流。同時にカメルーンは連邦制を施行し、カメルーン連邦共和国となった。連邦の構成体は以下の2州（Region）であった。
- 西カメルーン州（Cameroun Occidental / West Cameroon） - 州都はブエア。旧イギリス領。
- 東カメルーン州（Cameroun Oriental / East Cameroon） - 州都はヤウンデ。旧フランス領。

州にはそれぞれ首相職と立法府が設置され、自治権を与えるとともにイギリス式・フランス式といったように植民地時代と変わらない政治運営が出来るように図った。2州をまとめる連邦政府には強大な権力が与えられ、大統領は東カメルーン州、副大統領は西カメルーン州からそれぞれ選出した。州の立場は対等であったが、人口・面積で勝り、首都および大統領を擁した東カメルーン州が優位であり、徐々に国政を支配していった。西カメルーン州は反発し、一部の住民は独立を主張するほど対立は深刻化した。
フランス領出身のアマドゥ・アヒジョ大統領は英仏で分断された国内を安定化させるため、憲法を改正し連邦制を廃止することを提案した。1972年5月21日の国民投票では賛成票が99パーセントを占め、同年6月2日に新憲法が施行された。新国名はカメルーン連合共和国であったが、2つの連邦州は解体され7つの州（Province）となり、自治権は大幅に縮小された。
| 州名       | フランス語名 | 英語         | 州都       | 面積 (km2) | 人口 (1976年国勢調査) |
| ---------- | ------------ | ------------ | ---------- | ---------- | --------------------- |
| 中南部州   | Centre-Sud   | Centre-South | ヤウンデ   | 117,500    | 1,491,945             |
| 東部州     | Est          | East         | ベルトゥア | 111,200    | 366,235               |
| リトラル州 | Littoral     | Littoral     | ドゥアラ   | 20,800     | 935,166               |
| 北部州     | Nord         | North        | ガルア     | 164,300    | 2,233,257             |
| 北西州     | Nord-Ouest   | Northwest    | バメンダ   | 17,812     | 980,531               |
| 西部州     | Ouest        | West         | バフーサム | 13,500     | 1,035,597             |
| 南西州     | Sud-Ouest    | Southwest    | ブエア     | 24,571     | 620,515               |

1983年8月22日、中南部州が中央州と南部州に分割された。また北部州から極北州とアダマワ州が分立した。2008年11月12日、州の呼称がProvinceからRegionへ変更された。地方分権を強調する狙いがあるとみられている。
（この節の出典）

## 下位行政区画
- カメルーンの県（英語版、フランス語版）
- カメルーンの基礎自治体（英語版、フランス語版）